# Karl Hoffmann (General, 1841)
Karl August Hoffmann (* 5. Mai 1841 in Freiburg im Breisgau; † 5. April 1902 in Karlsruhe) war ein preußischer Generalmajor.

## Leben
Hoffmann trat am 9. September 1858 als Fähnrich in das 3. Füsilier-Bataillon der Badischen Armee ein und avancierte am 20. April 1859 mit der Versetzung in das 3. Linien-Infanterie-Regiment zum Leutnant. Mit dem Beginn des Krieges gegen Preußen stieg er am 20. Juni 1866 zum Oberleutnant auf und nahm an den Gefechten bei Hundheim, Werbach und Gerchsheim teil.
Nach dem Krieg war Hoffmann unter anderem an die Militärschießschule nach Spandau kommandiert. Bei der Mobilmachung anlässlich des Krieges gegen Frankreich wurde er am 18. Juli 1870 zum Hauptmann und Chef der 3. Kompanie ernannt, die er vor Straßburg, bei La Bourgonce, am Ognon, bei Daix und Nuits sowie an der Lisaine führte. Für sein Wirken erhielt er das Eiserne Kreuz II. Klasse und das Ritterkreuz des Militär-Karl-Friedrich-Verdienstordens
Durch die Militärkonvention wurde Hoffmann am 15. Juli 1871 mit seinem Regiment in den Verband der Preußischen Armee übernommen. Am 13. Januar 1881 rückte er zum überzähligen Major auf, wurde Mitte Mai 1883 als etatmäßiger Stabsoffizier in das Schlesische Füsilier-Regiment Nr. 38 nach Schweidnitz versetzt und Mitte Januar 1884 zum Kommandeur des III. Bataillons in Reichenbach ernannt. Als Kommandeur des II. Bataillons im 5. Ostpreußischen Infanterie-Regiment Nr. 41 folgte Mitte April 1886 seine Versetzung nach Tilsit. Unter Beförderung zum Oberstleutnant schloss sich vom 15. November 1887 bis zum 23. März 1890 eine Verwendung im Stab des 1. Niederschlesischen Infanterie-Regiments Nr. 46 in Posen an. Anschließend wurde Hoffmann als Oberst zum Kommandeur des 4. Magdeburgischen Infanterie-Regiments Nr. 67 in Metz ernannt. In Genehmigung seines Abschiedgesuches wurde er am 14. Februar 1893 mit dem Charakter als Generalmajor zur Disposition gestellt.